# Oxacis francesca
Oxacis francesca är en skalbaggsart som beskrevs av Ross H. Arnett, Jr. 1963. Oxacis francesca ingår i släktet Oxacis och familjen blombaggar. Inga underarter finns listade i Catalogue of Life.